# Trois Arbres Cemetery
Trois Arbres Cemetery is een Britse militaire begraafplaats met gesneuvelden uit de Eerste Wereldoorlog, gelegen in de Franse gemeente Steenwerk in Noorderdepartement. De begraafplaats ligt in het noordoosten van de gemeente tegen de grens met Niepkerke, langs de weg van Steenwerk naar Pont d'Achelles. De begraafplaats werd ontworpen door Herbert Baker en wordt onderhouden door de Commonwealth War Graves Commission. Het terrein heeft een langwerpig grondplan en wordt gedeeltelijk begrensd door een natuurstenen muur en een haag. De toegang bestaat uit een natuurstenen poortgebouw onder een plat dak en met een boogvormige doorgang en een schuilruimte. Achteraan in de noordelijke hoek staat de Stone of Remembrance, centraal tegen de oostelijke muur staat het Cross of Sacrifice.
Er worden 1.704 doden herdacht, waarvan 1.269 geïdentificeerde.

## Geschiedenis
De plaats lag dicht bij het front maar bleef het grootste deel van de oorlog in geallieerd gebied. In juli 1916 startte de 2nd Australian Casualty Clearing Station (C.C.S.) (dit is een veldhospitaal) hier een begraafplaats dat in gebruik bleef tot april 1918, toen tijdens het Duitse lenteoffensief Steenwerk in Duitse handen viel. Na de Duitse terugtrekking op het eind van de zomer werden hier nog enkele gesneuvelden begraven en na het einde van de oorlog werd de begraafplaats verder uitgebreid met graven die werden overgebracht uit de omliggende slagvelden en uit enkele kleinere ontruimde begraafplaatsen. Er werden onder meer graven overgebracht uit Douane Cemetery en Fortrie Farm Cemetery in Nieuwkerke en Linen Factory Cemetery uit het zuiden van Steenwerk, nabij het gehucht Bac-Saint-Maur.
Er rusten hier nu 997 Britten, 22 Canadezen, 470 Australiërs, 213 Nieuw-Zeelanders, 1 Zuid-Afrikaan en 1 Indiër. Voor 10 slachtoffers werden Special Memorials opgericht omdat men hun graven niet meer kon terugvinden.

## Graven

### Onderscheiden militairen
- William Holmes, generaal-majoor bij de Australian Imperial Force - Commanding 4th Australian Div. HQ werd vereerd met de  Order of Saint Michael and Saint George, de Distinguished Service Order en de Volunteer Officers' Decoration (CMG, DSO, VD).
- Harold Charles Howden, majoor bij de Australian Infantry, A.I.F. werd tweemaal onderscheiden met het Military Cross (MC and Bar).
- Jesse Rodgers, onderluitenant bij het Otago Regiment, N.Z.E.F. werd onderscheiden met het Military Cross en de Military Medal (MC, MM).
- de kapiteins William Ellis Freeman en Ronald Guy Larking; de luitenants Gordon Wallace Markham Mills en R. Pearce en de onderluitenant Leonard Smith werden onderscheiden met het Military Cross (MC).
- de luitenants Thomas George Taylor en Alfred Cronin en de korporaals Alfred Nind Andrews, James Allan Dean en George Brown Fullerton werden onderscheiden met de Distinguished Conduct Medal (DCM).
- sergeant A. Arksey van het East Yorkshire Regiment ontving tweemaal de Military Medal (MM and Bar).
- er zijn nog 16 militairen die de Military Medal ontvingen (MM).

### Minderjarige militair
- A. Everitt, soldaat bij het East Yorkshire Regiment was 17 jaar toen hij op 4 september 1918 sneuvelde.

### Aliassen
- sergeant Charles Tomlinson diende onder het alias G. Beresford bij de Australian Infantry, A.I.F..
- korporaal Hoani Te Okoro Wineera diende onder het alias John J. Naylor bij de Australian Infantry, A.I.F..
- soldaat Francis P. Beary diende onder het alias Francis Berry bij de Australian Pioneers.
- kanonnier Claude D. Guy diende onder het alias J.M. Smith bij de Australian Field Artillery.
- soldaat James Quillinan diende onder het alias James Lillas bij de Australian Infantry, A.I.F..
- soldaat William B. Kean diende onder het alias William H. King bij de Australian Infantry, A.I.F..

### Gefusilleerde militairen
- Georges Latham, korporaal bij het 2nd Bn. Lancashire Fusiliers, werd wegens desertie gefusilleerd op 22 januari 1915. Hij was 23 jaar.
- Fortunat Auger, soldaat bij het 14th Bn. Canadian Expeditionary Force, werd wegens desertie gefusilleerd op 26 maart 1916. Hij was 25 jaar.
- Peter Black, soldaat bij het 1/4th Bn. The Black Watch, werd wegens desertie gefusilleerd op 18 september 1916.
- John King, soldaat bij het 1st Bn. Canterbury Regiment (New Zealand), werd wegens desertie gefusilleerd op 19 augustus 1917. Hij was 32 jaar.[2]